# Sphaerocera infuscatus
Sphaerocera infuscatus är en tvåvingeart som beskrevs av Roser 1840. Sphaerocera infuscatus ingår i släktet Sphaerocera och familjen hoppflugor.
Artens utbredningsområde är Tyskland. Inga underarter finns listade i Catalogue of Life.